# Shivangi Joshi
Shivangi Joshi n. 18 mai 1998, Pune, Maharashtra, India) este o actriță indiană cunoscută pentru munca sa în televiziunea hindi.

## Tinerețe
Joshi s-a născut pe 18 mai 1998 în Pune, Maharashtra, într-o familie hindusă⁠(d). Și-a făcut studiile la Școala Pine Hall din Dehradun și a absolvit cu o licență în arte prin corespondență.  Ea a dezvoltat un interes pentru dans la o vârstă fragedă și a continuat să se antreneze în Kathak timp de ani de zile. Este o dansatoare Kathak cu pregătire profesională. Descriind alegerile ei de carieră înainte de a deveni actor, Joshi a spus: „Întotdeauna mi-am dorit să fiu coregrafă, iar dacă nu coregrafă, atunci cealaltă carieră alternativă pe care o aveam în minte era să fiu doctoriță, pentru că eram bună la învățătură. Întotdeauna am fost foarte concentrată în viață și știam ce vreau să fac.” 